# Wilhelm Braun (Politiker, 1887)
Wilhelm Braun (* 5. Dezember 1887 in Ravensburg; † 3. Oktober 1971 in Weingarten) war ein deutscher Kommunalpolitiker, bis 1933 für die Zentrumspartei und nach 1945 für die CDU. Er war römisch-katholisch, verheiratet und hatte vier Kinder.

## Werdegang
Braun war von 1920 bis zur Zwangseingemeindung nach Ravensburg im Jahr 1937 Bürgermeister der Stadt Weingarten. Nach Ende des Zweiten Weltkriegs und der Wiedererlangung der Selbständigkeit wurde er 1945 erneut als Bürgermeister eingesetzt und blieb nach seiner Wahl 1948 bis 1954 im Amt. 1946–1947 war er Mitglied im beratenden Landtag für das neu gegründete Land Südwürttemberg-Hohenzollern. Er stiftete 1954 die Brunnenplastik des Heiligen Martin unterhalb des Martinsberges als Dank für seine persönliche Errettung und als Dank für die weitgehende Verschonung Weingartens während des Zweiten Weltkriegs.
Daneben gehörte er als Abgeordneter der CDU von November 1946 bis Mai 1947 der Beratenden Landesversammlung des Landes Württemberg-Hohenzollern an.

## Ehrungen
- 1952: Verdienstkreuz am Bande der Bundesrepublik Deutschland
- Benennung einer Straße in Weingarten